# Мислиці
Мислиці (пол. Myślice, нім. Miswalde) — село в Польщі, у гміні Старий Дзежґонь Штумського повіту Поморського воєводства.
Населення — 361 особа (2011).
У 1975-1998 роках село належало до Ельблонзького воєводства.

## Демографія
Демографічна структура станом на 31 березня 2011 року:
|          | Загалом | Допрацездатний вік | Працездатний вік | Постпрацездатний вік |
| -------- | ------- | ------------------ | ---------------- | -------------------- |
| Чоловіки | 170     | 23                 | 118              | 29                   |
| Жінки    | 191     | 36                 | 110              | 45                   |
| Разом    | 361     | 59                 | 228              | 74                   |